# Oljenka
Oljenka je stara svetilka, v kateri gori olje; razširjena je bila predvsem v deželah, kjer so pridobivali rastlinska olja. 
Oljenko so pričeli uporabljati koncem 4. tisočletja pr. n. št. v starem Egiptu. Od tam se je razširila na področje kretsko-mikenske kulture, v Palestino in Fenicijo. V Grčiji se je oljenka znova pojavila v 7. stoletju pr. n. št. Uporabljali so jo za razsvetljevanje prostorov in javno razsvetljavo, kot simbol svetlobe pa je bila pomembna pri verskih obredih in ljudskih običajih. Oljenke so navadno izdelane iz keramike ali brona, redkeje pa tudi iz drugih materialov. Znani sta dve osnovni obliki oljenk: starejše oljenke imajo odprto, mlajše pa pokrito posodo za olje. Oblika in okras sta zelo odvisni od mode in kraja nastanka, zato so oljenke v arheologiji zelo pomembne pri raziskovanju trgovskih poti in datiranju.
Na Slovenskem so se oljenke pojavile sočasnoz rimskim zavzetjem jugovzhodnih Alp v 2. polovici 1. stoletja pr. n. št. Oljenke so na področje naših krajev najprej uvažali, nato pa so jih pričele izdelovati domače lončarske delavnice, ki so izdelovale dva najbolj razširjena tipa : reliefne in pečatne oljenke. Pri prvih je bil krovni del okrašen s prizori iz mitologije, vsakdanjega življenja ali narave, za druge pa je bil značilen lončarjev pečat na dnu.
Na Ptuju in Emoni so bili pri arheoloških delih odkriti kalupi za izdelovanje oljenk, o lokalni proizvodnji pa pričajo pečati lončarjev. V vzhodnem delu rimskega imperija, tudi na območju Slovenije, so bile zelo pomembne oljenke iz severnoafriških delavnic, ki so bile pogosto okrašene s krščansko motiviko. Po koncu antike so se oljenke obdržale predvsem v Sredozemlju, vsrednji Evropi pa so v ospredje stopile sveče goreče trske in baklje. Srednjeveške oljenke so imele skledasto obliko, lončena posoda za olje pa je bila odprta. Od 17. stoletja dalje pa so izboljšali posodo in posledično zmanjšali dimljenje ter izboljšali svetilnost. Sčasoma pa so posodi dodali še porcelanast ali steklen senčnik. Na začetku 19. stoletja pa je bila zopet priljubljena rimska oblika. V drugi polovici 19. stoletj pa je oljenko spodrinila petrolejka.

## Galerija slik
- Zaprta kovinska oljenka
- Zaprta oljna svetilka iz žgane gline
- Oljenka okrašena s krščanskim motovom